# Campeonato Profesional 1964
Il Campeonato Profesional 1964 fu la 17ª edizione della massima serie del campionato colombiano di calcio, e fu vinta dal Millonarios.

## Avvenimenti
La formula del torneo è la stessa dell'anno precedente; i quattro turni (due di andata e due di ritorno) portano ciascuna formazione a giocare 48 partite; il Millonarios vinse il titolo per la nona volta, la quarta consecutiva. Il 1964 è un anno che segnò il calcio in Colombia: mentre per la ADEFUTBOL viene eletto presidente Eduardo Carbonell, il 19 giugno, a Villa del Rosario, viene creata una seconda federazione, la FEDEBOL, con presidente Alfonso Senior. La coesistenza di questi due enti portò la FIFA a sospendere la Colombia dalle competizioni internazionali di club dal 1965 al 1966; nel 1966 il congresso FIFA di Londra decise la creazione di una commissione provvisoria per riunire le federazioni: il 15 giugno 1971 fu creata la Federación Colombiana de Fútbol.

## Partecipanti
- América de Cali
- Atlético Bucaramanga
- Atlético Nacional
- Cúcuta Deportivo
- Deportes Quindío
- Deportes Tolima
- Deportivo Cali
- Deportivo Pereira
- Independiente Medellín
- Millonarios
- Once Caldas
- Santa Fe
- Unión Magdalena

## Classifica finale
|                     | Pos. | Squadra                | Pt | G  | V  | N  | P  | GF | GS | DR  |
| ------------------- | ---- | ---------------------- | -- | -- | -- | -- | -- | -- | -- | --- |
| Colombia (bandiera) | 1.   | Millonarios            | 57 | 48 | 21 | 15 | 12 | 87 | 72 | +15 |
|                     | 2.   | Cúcuta Deportivo       | 56 | 48 | 19 | 18 | 11 | 79 | 57 | +22 |
|                     | 3.   | Independiente Medellín | 54 | 48 | 19 | 16 | 13 | 85 | 73 | +12 |
|                     | 4.   | Deportes Quindío       | 52 | 48 | 18 | 16 | 14 | 81 | 68 | +13 |
|                     | 5.   | Deportivo Cali         | 51 | 48 | 15 | 21 | 12 | 83 | 71 | +12 |
|                     | 6.   | Santa Fe               | 48 | 48 | 17 | 14 | 17 | 89 | 85 | +4  |
|                     | 7.   | Deportivo Pereira      | 48 | 48 | 15 | 18 | 15 | 74 | 67 | +7  |
|                     | 8.   | América de Cali        | 48 | 48 | 15 | 18 | 15 | 71 | 70 | +1  |
|                     | 9.   | Atlético Nacional      | 47 | 48 | 17 | 13 | 18 | 85 | 82 | 3   |
|                     | 10.  | Unión Magdalena        | 44 | 48 | 16 | 12 | 20 | 78 | 93 | -15 |
|                     | 11.  | Deportes Tolima        | 41 | 48 | 12 | 17 | 19 | 63 | 84 | -21 |
|                     | 12.  | Once Caldas            | 40 | 48 | 13 | 14 | 21 | 64 | 94 | -30 |
|                     | 13.  | Atlético Bucaramanga   | 38 | 48 | 11 | 16 | 21 | 63 | 86 | -23 |

Legenda:
         Campione di Colombia 1964
Note:
Due punti a vittoria, uno a pareggio, zero a sconfitta.

## Statistiche

### Primati stagionali
Record
- Maggior numero di vittorie: Millonarios (21)
- Minor numero di sconfitte: Cúcuta (11)
- Miglior attacco: Santa Fe (89 reti fatte)
- Miglior difesa: Cúcuta (57 reti subite)
- Miglior differenza reti: Cúcuta (+22)
- Maggior numero di pareggi: Deportivo Cali (21)
- Minor numero di pareggi: Unión Magdalena (12)
- Minor numero di vittorie: Atlético Bucaramanga (11)
- Maggior numero di sconfitte: Once Caldas, Atlético Bucaramanga (21)
- Peggiore attacco: Atlético Bucaramanga, Deportes Tolima (63 reti fatte)
- Peggior difesa: Once Caldas (94 reti subite)
- Peggior differenza reti: Once Caldas (-30)
- Partita con più reti: América-Unión Magdalena 7-3; Atlético Nacional-Millonarios 4-6

### Classifica marcatori
| Gol |  |  | Giocatore          | Squadra                |
| --- |  |  | ------------------ | ---------------------- |
| 28  |  |  | Omar Devanni       | Unión Magdalena        |
| 27  |  |  | Pepillo            | Santa Fe               |
| 24  |  |  | José Verdún        | Cúcuta Deportivo       |
| 24  |  |  | Edgardo López      | Deportes Tolima        |
| 22  |  |  | Perfecto Rodríguez | Independiente Medellín |
| 22  |  |  | Sílvio Faria       | Millonarios            |
| 21  |  |  | Harvey Colonia     | América de Cali        |
| 21  |  |  | José Montanini     | Atlético Bucaramanga   |
| 19  |  |  | Juan Urriolabeitía | Atlético Nacional      |
| 19  |  |  | Efraín Padilla     | Deportivo Pereira      |